# Yuri Ahronovitch

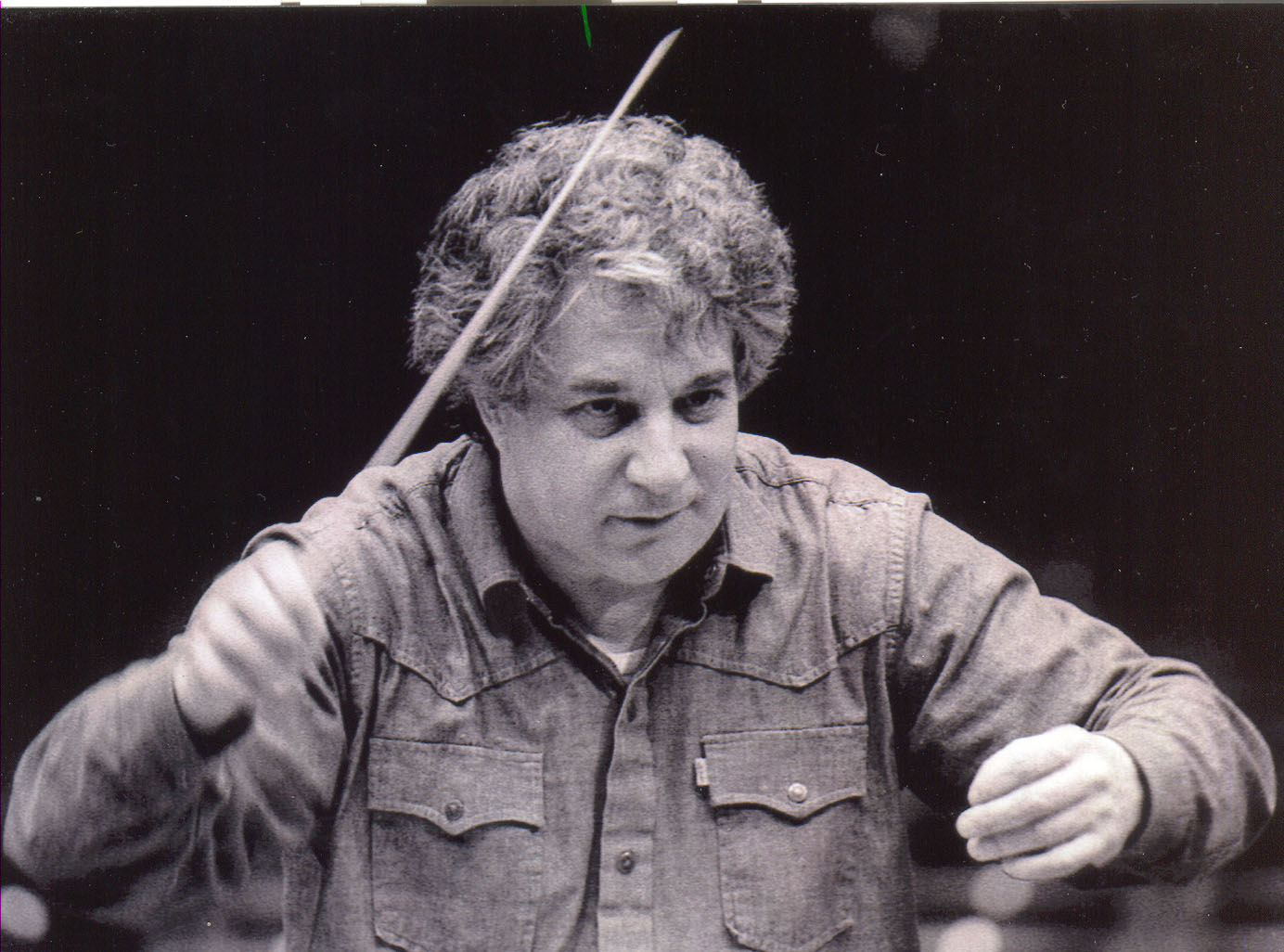
Yuri Ahronovitch (1986)

Yuri Ahronovitch (ryska: Юрий Михайлович Аронович), född 13 maj 1932, död 31 oktober 2002, var en ryskfödd israelisk dirigent.
Ahronovitch studerade vid konservatoriet i Leningrad, varefter han 1963 blev chefsdirigent vid Moskvaradions symfoniorkester. 1973 emigrerade han till Israel. Ahronovitch var åren 1983-87 chefsdirigent för Stockholmsfilharmonikerna och engagerade sig starkt för svensk musik även internationellt. Han gästspelade i symfoniorkestrar världen över och framträdde även som operadirigent, bland annat vid Royal Opera House i London och i München.